# کارل پلاتن
کارل پلاتن (آلمانی: Karl Platen؛ ‏ ۶ مارس ۱۸۷۷ – ۴ ژوئیهٔ ۱۹۵۲) یک هنرپیشه اهل آلمان بود. 
از فیلم‌ها یا برنامه‌های تلویزیونی که وی در آن نقش داشته است، می‌توان به ام، آسفالت، پسر آبی‌پوش، مادام دو باری، روبرت کخ، سرنوشت، درود بر مریم، دانوب آبی، قلبم تو را می‌خواند و ناک اوت اشاره کرد.